# 心こめて/ハピハピ
「心こめて/ハピハピ」（こころこめてハピハピ）は、タレント・女優のベッキーが「ベッキー♪♯」名義でリリースした1作目のシングル。2009年12月2日にEMIミュージックジャパンから発売された。

## 概要
ベッキーが「ベッキー♪♯」名義で初めてリリースした作品。表題曲「心こめて」のタイアップは、全て日本テレビ系列の番組のタイアップである。表題曲「ハピハピ」は、テレビアニメ『クレヨンしんちゃん』の11代目オープニングテーマである。

## 収録曲
1. 心こめて [4:45]
作詞：ベッキー♪♯、作曲：市川喜康、編曲：中村タイチ
2. ハピハピ [3:18]
作詞：ベッキー♪♯、作曲：Splash Candy、編曲：本田優一郎
3. WBC [3:59]
作詞・作曲：ベッキー♪♯、編曲：本田優一郎
4. 心こめて（instrumental）
5. ハピハピ（instrumental）
6. WBC（instrumental）

## タイアップ
| 曲名     | タイアップ                                                               |
| -------- | ------------------------------------------------------------------------ |
| 心こめて | 日本テレビ系列『スッキリ!!』エンディングテーマ                           |
| 心こめて | 日本テレビ系列『カウントダウン・ドキュメント 秒ヨミ!』エンディングテーマ |
| 心こめて | 日本テレビ系列『フットンダ』2009年12月度エンディングテーマ               |
| 心こめて | 日本テレビ系列『音楽戦士 MUSIC FIGHTER』POWER PLAY                       |
| ハピハピ | テレビ朝日系列『クレヨンしんちゃん』11代目オープニングテーマ             |
| WBC      | 『ジェットスター航空』CMソング                                           |